# 戈什泰
戈什泰是葡萄牙布拉干萨区的一个堂区。总面积18.55平方公里，总人口412人，人口密度22.2人/平方公里。